# 伊朗住房和城市发展部
伊朗住房和城市发展部（波斯語：‎）是伊朗政府的一個内阁组成部門，負責監察伊朗的建築業。2011年2月，消息指住房和城鄉建設部將會與道路及交通運輸部合併。

## 外部連結
- （波斯文）住房和城鄉建設部網頁